# Гюрес
Гюрес, или Гюрас (на албански: Gjyres), е село в Албания, част от община Девол, област Корча.

## География
Селото е разположено източно от град Корча, северно от Божи град (Мирас), на река Гюрес, ляв приток на река Девол в източните склонове на Морава.

## История
До 2015 година селото е част от община Божи град (Мирас).